# South Side United
Southside United (SSU) er en gruppe hooligans med tilknytning til fodboldholdet Brøndby IF.
SSU blev grundlagt i 1992 og var i 2008 stadig en aktiv del af fanscenen i Brøndby IF. Under SSU fandtes ungdomsfraktionen Blue Front, som ikke eksisterer længere.[kilde mangler] I 2008 kunne Southside United og Blue Front samle op mod 150 personer til kampe mod F.C. København.